# Ďasové
Ďasové (Lophiiformes) je řád ryb z třídy paprskoploutvých.

## Rozdělení
- podřád Antennarioidei
  - rozedrancovití (Antennariidae)
  - udicovkovití (Brachionichthyidae)
  - Lophichthyidae — jediný druh[1]
  - Tetrabrachiidae — jediný druh[1]
- podřád Lophioidei
  - ďasovití (Lophiidae)
- podřád Ogcocephalioidei
  - nadčeleď Ceratioidea
    - čertovníkovití (Caulophrynidae)
    - hlubníkovití (Centrophrynidae) — jediný druh
    - tykadlovkovití (Ceratiidae)
    - hltavcovití (Diceratiidae)
    - hrotoústkovití (Gigantactinidae)
    - kulovníkovkovití (Himantolophidae)
    - bradovousovití (Linophrynidae)
    - velkotlamcovití (Melanocetidae)
    - hrotozubkovití (Neoceratiidae) — jediný druh
    - břichatkovití (Oneirodidae)
    - břichatcovití (Thaumatichthyidae)

  - nadčeleď Chaunacioidea
    - žabošklebovití (Chaunacidae)

  - nadčeleď Ogcocephalioidea
    - chřestivcovití (Ogcocephalidae)